# Mustafa Denizli
Mustafa Denizli (nacido el 10 de noviembre de 1949) en Alaçatı, Turquía, es un exfutbolista y actual entrenador, uno de los más importantes de este país. Es el único director técnico que ha logrado ganar el título de la Superliga de Turquía con los tres grandes clubes del país: Galatasaray, Fenerbahçe y Beşiktaş.

## Clubes

### Como jugador
| Club           | País    | Año       | PJ  | Goles |
| -------------- | ------- | --------- | --- | ----- |
| Altay Izmir    | Turquía | 1966-1983 | 386 | 121   |
| Galatasaray SK | Turquía | 1983-1984 | 15  | 3     |

### Como entrenador
| Club                 | País       | Año       |
| -------------------- | ---------- | --------- |
| Galatasaray SK       | Turquía    | 1987-1989 |
| Alemannia Aachen     | Alemania   | 1989-1990 |
| Galatasaray SK       | Turquía    | 1990-1992 |
| Kocaelispor          | Turquía    | 1994-1996 |
| Selección de Turquía | Turquía    | 1996-2000 |
| Fenerbahçe           | Turquía    | 2000-2002 |
| Manisaspor           | Turquía    | 2003-2004 |
| PAS Teherán          | Irán       | 2004-2006 |
| Persepolis FC        | Irán       | 2006-2007 |
| Beşiktaş JK          | Turquía    | 2008-2010 |
| Persepolis FC        | Irán       | 2011-2012 |
| Çaykur Rizespor      | Turquía    | 2012-2013 |
| Khazar Lenkoran      | Azerbaiyán | 2013-2014 |
| Galatasaray SK       | Turquía    | 2015-2016 |
| Eskişehirspor        | Turquía    | 2017      |
| Kasımpaşa SK         | Turquía    | 2018-2019 |
| Tractor S.C.         | Irán       | 2019      |
| Altay SK             | Turquía    | 2021-2022 |

## Palmarés

### Como jugador
- Máximo goleador de la Superliga Turca en 1980 con Altay Izmir
- 2 Copas de Turquía: 1967 y 1980 (ambas con Altay Izmir).

### Como entrenador
- 3 Ligas turcas: 1988 (Galatasaray), 2001 (Fenerbahçe) y 2009 (Beşiktaş).
- 1 TFF Primera División: 2012/13 (Çaykur Rizespor)
- 2 Copas de Turquía: 1991 y 2009.
- 2 Supercopas de Turquía: 1988, 1991.